# Àfrica Fanlo
Àfrica Fanlo és una il·lustradora catalana. Llicenciada en Belles Arts per la Universitat de Barcelona amb especialització en pintura i gravat. Trasllada les seves inquietuds creatives al món editorial iniciant un llarg recorregut com a il·lustradora de llibres infantils amb més de trenta títols publicats.
Col·laboradora a Cavall Fort i Tretzevents, ha publicat àlbums il·lustrats per a La Galera, Cruïlla, Edebé, Barcanova, Publicacions de l'Abadia de Montserrat, Alba Editorial, Intermón Oxfam, Fragmenta Editorial, entre d'altres, i llibres a l'estranger amb Oskar Éditeur i International Baccalaureate. El 2004 va ser guardonada amb el Premi Junceda, atorgat per l'APIC, pel llibre Els colors del metall, publicat per l'Auditori de Barcelona. Professora a l'Escola BAU i Massana, ha participat en diversos workshops com el Big Draw 2012 promogut pel Museu Picasso de Barcelona, Difumina 2012 o la Festa del Grafisme a Portbou 2009-2010.
Les seves il·lustracions han aparegut en diversos programes de Televisió de Catalunya, com Una mà de contes i El Club Super 3, a la pel·lícula La mosquitera (2010) d'Agustí Vila, a l'app Dr. Wonders del grup editorial Océano (Mèxic) i als dissenys de les joguines creades per Londji. Actualment treballa altres disciplines com el vídeo, l'animació, la dansa i la música, com a directora d'art i realitzadora d'una productora audiovisual.